# Estació de la Bonanova
La Bonanova és una estació de tren de la línia 6 del metro de Barcelona i de les línies suburbanes S1 i S2 de la xarxa de Ferrocarrils de la Generalitat de Catalunya (FGC) de la línia Barcelona-Vallès. Està situada al districte de Sarrià - Sant Gervasi de Barcelona.
L'estació original en superfície entra en servei el 1887, tot i que els trens ja hi circulaven des de 1863. Disposava de dues andanes laterals i d'un edifici de viatgers a la dreta de les vies. El 1952 s'inaugura l'actual estació subterrània, a causa del soterrament de la línia entre Muntaner i les Tres Torres. Aquestes instal·lacions disposen de dues vies i tres andanes tipus Barcelona (dues andanes laterals i una de central). La comunicació amb el carrer es resol amb dues escales fixes (una a cada costat de la Via Augusta) i un ascensor al costat muntanya, mentre que el vestíbul s'uneix amb les andanes laterals amb dues escales fixes laterals. L'andana central es comunica amb el vestíbul mitjançant una escala mecànica de pujada i un ascensor. Aquesta andana es va perllongar el 2003 pel costat Sarrià per permetre accedir al primer vagó dels trens de quatre cotxes. Les últimes obres de millora de l'estació s'efectuaren durant l'any 2009, i van consistir en la reparació de l'enrajolat de les parets d'ambdues andanes laterals.
L'any 2016 va registrar l'entrada de 1.012.722 passatgers.

## Serveis ferroviaris
| Línia Barcelona-Vallès de FGC |          |                         |                 |                        |
| Procedència/Destinació        | <        | Línia                   | >               | Procedència/Destinació |
| Barcelona - Pl. Catalunya     | Muntaner |                         | Les Tres Torres | Sarrià                 |
| Barcelona - Pl. Catalunya     | Muntaner | Terrassa Nacions Unides | Les Tres Torres |                        |
| Barcelona - Pl. Catalunya     | Muntaner | Sabadell Parc del Nord  | Les Tres Torres |                        |

## Accessos
- Via Augusta - carrer Ganduxer (ascensor al costat muntanya)